# Gun-Britt Liljergren
Ella Gun-Britt Liljergren (under en tid Klippmark), född 30 januari 1945 i Tärendö församling, Norrbottens län, är en svensk före detta friidrottare (spjutkastning). Hon tävlade för Kompelusvaara IF. Liljergren bor i Haparanda kommun och är 2:e vice ordförande i kommunfullmäktige för Centerpartiet.